# Rio Gârbău (Secaş)
O Rio Gârbău é um rio da Romênia, afluente do Secaş, localizado no distrito de Alba.